# Edmond Tranin
Edmond Paul Joseph Tranin (* 1895 in Marle; † im 20. Jahrhundert) war ein französischer Journalist.

## Leben
Edmond Tranin stammte aus Marle im Norden Frankreichs. Er heiratete Claude Téry, eine Tochter des prominenten Journalisten-Ehepaars Gustave Téry und Andrée Viollis. Tranin arbeitete in den 1920er Jahren als Journalist für die Pariser Tageszeitung Le Petit Parisien. Als er 1923 mit zwei anderen Männern mit einem Luftschiff unterwegs war, musste er wegen eines Unwetters in Ennigerloh im Gebiet des Deutschen Reiches landen. Aufgrund der feindseligen Reaktion der lokalen Bevölkerung wurden die Männer fünf Tage lang unter deutschen Polizeischutz gestellt, bis sie nach Frankreich zurückkehren konnten.
Für den Petit Parisien unternahm Edmond Tranin von 1924 bis 1925 die mehrmonatige Mission Tranin-Duverne. Dabei handelte es sich um die erste West-Ost-Durchquerung Afrikas vom Atlantik zum Roten Meer mit Kraftfahrzeugen. Tranins Reisebegleiter war Gustave Duverne, ein Kampfpilot des Ersten Weltkriegs. Finanziert wurde die Expedition vom Automobilhersteller Rolland-Pilain. Nach seiner Rückkehr berichtete Tranin im Petit Parisien über seine Reise und hielt einen Vortrag bei der Société de Géographie. Er wurde für seine Leistung noch im Jahr 1925 als Ritter der Ehrenlegion geehrt. Seine ausführliche Reisebeschreibung der Mission Tranin-Duverne erschien 1926 unter dem Titel Sur le dixième parallèle in Buchform. Der populär gewordene Reporter Tranin soll ein Vorbild für den fiktiven Reporter Tintin gewesen sein, den Titelhelden der erstmals 1929 erschienenen Comicserie von Hergé. So ist Tintin im Album Tintin au Congo ebenfalls im Automobil in Afrika unterwegs.
Edmond Tranin machte in weiterer Folge mit politischen Texten von sich reden. So veröffentlichte er 1928 in Grautoffs Deutsch-Französischer Rundschau einen Artikel, in dem er für eine koloniale Zusammenarbeit zwischen dem Deutschen Reich und Frankreich plädierte. Die Zeitschrift Vu brachte 1931 seine kritische Reportage aus der Sowjetunion über nach Sibirien deportierte politische Gefangene. In seinem gemeinsam mit Georges Le Fèvre geschriebenen Jugendroman Auf den Spuren des Douha schilderte Tranin die Reise jugendlicher Helden quer durch Afrika. In dem über weite Teile in einem dokumentarisch-enzyklopädischen Tonfall gehaltenen Roman spiegelt sich die Neuausrichtung des französischen Kolonialismus seit der Konferenz von Brazzaville wider, wenn auch die paternalistischen Untertöne unüberhörbar sind. Beim 1953 produzierten Kurzdokumentarfilm Les Forceurs de banquise über Eisbrecher in der Ostsee war Tranin für Konzept und Regie verantwortlich.
Er ließ sich in der Gemeinde Pléneuf-Val-André in der Bretagne nieder, wo er Mitglied des Gemeinderats wurde und sich dafür einsetzte, dass die dortige Gezeiteninsel Îlot du Verdelet 1973 zum Vogelschutzgebiet erklärt wurde.

## Werke (Auswahl)
- Sur le dixième parallèle. Bernard Grasset, Paris 1926.
- Les rouliers de la mer. Mit einem Vorwort von Georges Leygues. Payot, Paris 1928.
- Koloniale Zusammenarbeit zwischen Deutschland und Frankreich. In: Deutsch-Französische Rundschau. Band 1, Nr. 2, 1928, S. 689 f.
- mit Georges Le Fèvre: Auf den Spuren des Douha. Eine abenteuerliche Erzählung. Mit Illustrationen von Emil Bröckl. Ueberreuter, Wien 1950 (französisch: Cap sur l’Afrique. Paris 1947. Übersetzt von Doris Hofmann, Original mit Illustrationen von Albert Brenet).
- Suomi... ou la terre des eaux (= La Revue française. Nr. 50). Imprimerie de la Renaissance, Paris 1953.
- Ouagadougou, témoignage de vitalité de la Haute-Volta. In: France Outre-mer. Nr. 307, Juni 1955, S. 30–31, 42.
- Les grandes cités et l’évolution politique et sociale des Africains. In: France Outre-mer. Nr. 307, Juni 1955, S. 38–41.